# Gwadiana
Gwadiana (hiszp. Guadiana, wym. [ɡwaðiˈana]; port. Guadiana, wym. [ɡwɐðiˈɐnɐ]; łac. Anas; arab. ‏وادي يانة‎, wādī-yāna) – rzeka w Hiszpanii i Portugalii, główna rzeka południowej Estremadury. Powierzchnia dorzecza wynosi 67 733 km², z tego 11 620 km² (17,1%) znajduje się na terenie Portugalii. Obszar dorzecza zamieszkuje około 1,7 mln osób, przy średniej gęstości zaludnienia 28 os./km².
Za czasów rzymskich stanowiła oś prowincji Hispania Baetica, której główne miasto Mérida (Emerita Augusta), leżące nad rzeką, było jednym z ważniejszych miast ówczesnej Hiszpanii. Rzekę wymienia Pliniusz w swoim dziele Naturalis historia (Historia naturalna).
Źródła rzeki znajdują się w prowincji La Mancha na płaskowyżu Campo de Montiel, gdzie znajduje się łańcuszek kilku małych jezior zwanych Lagunas de Ruidera. Po pokonaniu 818 km, z czego 578 km w Hiszpanii, 140 km w Portugalii, 100 km jako rzeka graniczna, uchodzi do Zatoki Kadyksu pomiędzy miastami Vila Real de Santo António w Portugalii a Ayamonte w Hiszpanii. W swoim górnym biegu po wypłynięciu z jezior, rzeka znika pod ziemią, aby wypłynąć po około 35 km na powierzchnię w miejscu zwanym Ojos del Guadiana, odcinek ten zwany jest Guadiana Alto. Kilka kilometrów od miejsca wypłynięcia na powierzchnię rzeka przyjmuje prawy dopływ Záncara, od tego miejsca rzeka nosi nazwę Guadiana Bajo. W swym środkowym biegu Gwadiana płynie ze wschodu na zachód początkowo wąską i głęboką doliną pomiędzy Górami Toledańskimi na północy a Sierra Morena na południu. Po wypłynięciu na nizinny obszar Estremadury rzeka zaczyna płynąć szeroką, słabo zarysowaną, silnie zirygowaną doliną. Koło Badajoz rzeka zmienia swój kierunek na południowy, opuszcza terytorium Hiszpanii i przez kilkadziesiąt kilometrów staje się rzeką graniczną, po pokonaniu odcinka portugalskiego ponownie staje się rzeką graniczną i uchodzi do Zatoki Kadyksu (Ocean Atlantycki).
Podobnie jak inne rzeki Półwyspu Pirenejskiego Gwadiana ma bardzo nierówne stany wód. Wartość średniego rocznego przepływu – około 70 m³/s – nie oddaje skali przepływów w różnych porach roku, a wartości te wahają się od 0 (rzeka czasami wysycha) do 8000 m³/s. Wody rzeki stanowią główne bogactwo rolnictwa Estremadury. Na rzece znajduje się około 1830 tam służących nawadnianiu oraz kilka elektrowni wodnych o łącznej mocy 248 MW.
Główne prawe dopływy to: Bullaque, Ruecas, Gevora, Dejebe i Cobres. Główne lewe dopływy to: Azuer, Zujar, Arroyo, Jabalon, Matachel i Ardila. Jest żeglowna od miasta Mértola.